# Komunistyczna Partia Reunionu
Komunistyczna Partia Reunionu (fr. Parti communiste réunionnais, PCR) – francuska partia polityczna o profilu komunistycznym działająca na Reunionie.
Ugrupowanie zostało założone jako odrębna formacja w 1959, kiedy to uniezależniło się od Francuskiej Partii Komunistycznej. Twórcą i wieloletnim liderem PCR pozostawał Paul Vergès, w 1993 faktyczne kierownictwo w partii przejął jej sekretarz generalny Élie Hoarau.
Komuniści byli największym ugrupowaniem na obszarze Reunionu. Uzyskiwali także reprezentację we francuskim parlamencie (zazwyczaj jednego posła do Zgromadzenia Narodowego i jednego senatora). W 2004 ponownie nawiązali bliską współpracę z Francuską Partią Komunistyczną.